# Межкультурная прагматика
Межкультурная прагматика — изучение того, как люди из разных культурных слоев используют, интерпретируют и оценивают использование языка. Это область межкультурной коммуникации, которая фокусируется на прагматических явлениях.
В рамках межкультурной прагматики культура часто используется в качестве промежуточного звена для определения национальных границ в том смысле, что языковые модели конкретного языка рассматриваются как связанные с национальной культурой.

Кросскультурная прагматика объединяет антропологию, перевод, коммуникацию, социологию и прагматику, и оказывает большое влияние на изучение языка в будущем.